# یواس‌سی‌جی‌سی دیلیگنس (دبلیوام‌ئی‌سی-۶۱۶)
یواس‌سی‌جی‌سی دیلیگنس (دبلیوام‌ئی‌سی-۶۱۶) (به انگلیسی: USCGC Diligence (WMEC-616)) یک کشتی است که طول آن ۲۱۰ فوت ۶ اینچ (۶۴٫۱۶ متر) می‌باشد.